# Sovana rosso superiore
Il Sovana rosso superiore è un vino prodotto nei territori comunali di Sorano, Pitigliano e Manciano, all'estremità sud-orientale della provincia di Grosseto, nel cuore dell'area del tufo.

## Invecchiamento
Il disciplinare prevede un invecchiamento obbligatorio di 6 mesi.

## Caratteristiche organolettiche
- colore: rosso rubino
- odore: fruttato e floreale
- sapore: caldo, secco, corposo, moderatamente tannico, leggermente sapido

## Produzione
Provincia, stagione, volume in ettolitri
- nessun dato disponibile